# キングスマン:ゴールデン・サークル
『キングスマン:ゴールデン・サークル』（原題: Kingsman: The Golden Circle）は、2017年のアクションスパイ映画。マシュー・ヴォーンが監督、ジェーン・ゴールドマンとヴォーンが脚本を務め、コリン・ファース、タロン・エガートン、マーク・ストロング、エドワード・ホルクロフトらが出演する。

## 概要
映画「キングスマン」シリーズの2作目。2014年に公開された『キングスマン』の続編。2021年12月には1作目の前日譚となる『キングスマン:ファースト・エージェント』が公開された。

## ストーリー
前作から1年後。諜報機関キングスマンのスパイとなり、ガラハッドの名を受け継いだエグジーは、かつてキングスマン候補生だったチャーリーに襲われる。彼とその仲間を撃退し、警察からも逃れたエグジーは、恋人となったスウェーデン王女のティルデと共に、友人ブランドンの誕生日パーティーに参加する。その頃エグジーの車では、チャーリーから外れた機械の義手が、キングスマンの情報を抜き出していた。
翌朝、キングスマン本部の会議に出席したエグジーは、チャーリーが1年前の事件で右腕と声帯を失いながらも生き延びて、現在は犯罪組織に身を置いていることを聞かされる。その晩、エグジーは約束していたスウェーデン国王夫妻との食事会に赴くが、その最中にキングスマンの本部や各拠点、スパイ全員の自宅がミサイル攻撃を受けてしまった。それは、チャーリーが所属する世界最大の麻薬密売組織ゴールデン・サークルの女ボス、ポピー・アダムズの仕業だった。彼女は自身の野望を実現するために、邪魔な存在であるキングスマンの一掃を計画、実行したのだ。
自分を除くキングスマン全員と、自宅にいた愛犬のJBやその面倒を見ていたブランドンを失ったエグジーは、下っ端と判断され見逃されたマーリンと合流する。2人は緊急指令“最後の審判の日”を実行しようとするが、指令が入っているはずの隠し金庫には「ステイツマン」というウイスキーしか入っていなかった。慣例に従って死んだ仲間を思い酒を飲み始めた2人は、つい飲みすぎて酒瓶を空にしてしまう。そこでふと酒瓶を眺めたエグジーは、ラベル裏に書かれた「ケンタッキー産」の「K」の文字がキングスマンのシンボルマークであることに気付き、マーリンと共にアメリカのケンタッキー州に向かう。
ウイスキーの倉庫に辿り着いた2人が、不自然に厳重な警備システムを抜けて中を探索していると、謎の男テキーラが現れる。テキーラは2人を怪しんで拘束するが、尋問に「酒瓶を手掛かりにやってきた」としか話さない2人に苛立ち、マジックミラーで隔たれた隣室の男を人質に口を割らせようとする。その男とは、1年前に死んだと思われていた前ガラハッドのハリー・ハートだった。ハリーを助けようと叫ぶばかりの2人を見たテキーラは引き金を引こうとするが、テキーラの仲間であるジンジャーが話の裏を取ったことで事なきを得る。彼らはキングスマンと同じ中立の諜報組織ステイツマンのメンバーであることを明かし、2人の拘束は解かれる。
エグジーとマーリンは早速ハリーと再会し無事を喜ぶが、彼は左目と記憶を失っていた。エグジーはステイツマンのリーダーであるシャンパンと会い、キングスマン壊滅にゴールデン・サークルとチャーリーが関与していることを伝える。チャーリーが元恋人のクララと現在も交友関係にあることを突き止めていたエグジーは、ステイツマンのメンバーであるウイスキーと共に任務に向かうことになった。
グラストンベリーの会場でクララと接触するエグジーだが、追跡装置を取り付けるには彼女と性行為を行う必要があった。ベッドイン目前となったエグジーは席を外してティルデに事前報告をするも、行為を許す条件として出された結婚の約束に躊躇し、喧嘩別れとなって着信も拒否されてしまう。消沈するエグジーはやる気を失うが、彼女がゴールデン・サークルの関係者であることに気付き、前戯で追跡装置を取り付けてから会場を後にする。
一方で、マーリンはジンジャーと協力してハリーの記憶を取り戻そうとしていたが、ショック療法は効果がなかった。帰還したエグジーは故郷に帰ろうとするハリーの説得に失敗するも、愛犬との思い出であれば記憶が呼び起こされるのではないかと思い至る。エグジーはハリーの愛犬ピックルと同種の子犬を彼に手渡すと銃を突きつけ、「あんたは自分の犬を撃った」とキングスマンの最終試験を思い出させる。ハリーは見事に記憶を取り戻し現役に復帰するが、戦闘技術が覚束ない上に蝶の幻覚が見えており、本調子に戻るには時間が必要だった。
その頃、ポピーはテレビ放送を利用してアメリカ大統領に麻薬を合法化するように要求し、拒否すれば麻薬に仕込んだ毒物で数億人の人間が死ぬことになると脅迫する。放送を受けて世界中の麻薬使用者はパニックを起こすが、大統領は要求を受け入れる振りをしてゴールデン・サークルと麻薬中毒者たちを一掃し、麻薬戦争を終結させようと考えていた。その頃、毒物の症状が現れたクララがチャーリーに助けを求め、解毒剤はイタリアの研究施設にあることが明らかになる。
エグジーはハリーとウイスキーと共にイタリアに飛び、研究施設に乗り込んで解毒剤の入手に成功する。運悪く居合わせたチャーリーの妨害を受けながらもなんとか逃げることはできたが、肝心の解毒剤が入ったアンプルはウイスキーのミスで床に落ち割れてしまった。ウイスキーが果敢に追っ手の部隊と戦う一方で、彼を内通者だと疑ったハリーは容赦なく頭を撃ち抜く。エグジーがウイスキーに対してハリーを救ったのと同じ処置を施していると、解毒剤の残る研究所はチャーリーによって爆破されてしまう。
僅かな手掛かりからポピーの本拠地がカンボジアの奥地にあると発覚するも、エグジーに突然電話を掛けてきたティルデは毒物に侵されており、進行がかなり進んだ状態だった。エグジーは急いで解毒剤を手に入れるべく、マーリンと、精神状態が正常であるか疑わしいハリーを連れてカンボジアに急行する。
3人は森の中を進み、ポピーのアジト「ポピー・ランド」を発見するが、エグジーが地雷を見落として踏んでしまう。ハリーと同じくエグジーの父リーに命を救われていたマーリンはエグジーの身代わりとなり、ポピー・ランドの警備員を巻き込んで爆死する。2人はポピー・ランドに乗り込み、激しい銃撃戦を制してポピーの眼前に迫るが、解毒剤を配布するドローンのアクセスコードはチャーリーが持って逃げてしまった。
ハリーはポピーのロボット犬に襲われ殺されそうになるが、彼女に拉致されていたエルトン・ジョンに助けられ、彼と協力してロボット犬を破壊する。一方で、チャーリーを追ったエグジーは戦いの末に機械の腕をハッキングして無力化し、殺された仲間の仇を討つことができた。合流した2人はマーリンが作成した毒物をポピーに打ち、解毒剤を餌にアクセスコードを聞き出したところで彼女は死んでしまう。
ハリーは早速アクセスコードを入力しようとするが、そこに治療を終えたウイスキーが現れて2人の行動を阻止し始める。彼は自分の恋人が死ぬ原因となった麻薬中毒者と麻薬を憎んでおり、それらを世界から一掃することが目的だった。ウイスキーの行為を容認できない2人は抵抗して彼を殺害し、無事にアクセスコードを入力する。
ティルデを含む世界中の麻薬使用者たちは解毒剤で命を救われ、大統領はその本心を告発され失脚した。キングスマンはステイツマンの資金援助を受けて再建を目指すことになり、現場への転身を希望していたジンジャーはウイスキーの後任となる。帰国したエグジーはティルデと結婚し、スーツに身を包んだテキーラが再建されたキングスマンのテーラーを訪れて物語は終わる。

## キャスト
※括弧内は日本語吹替
ゲイリー・“エグジー”・アンウィン / ガラハッド
演 - タロン・エガートン（木村昴）
諜報機関キングスマンの新人スパイ。推薦人であったハリーの後任としてガラハットのコードネームを引き継いだ。ハリーの自宅を譲り受け、恋人になったティルデ王女と、試験の相棒だったパグのJBと共に暮らしている。
ハリー・ハート / ガラハッド
演 - コリン・ファース（森田順平）
キングスマンのベテランスパイ。前作でヴァレンタインの罠に嵌り左目を撃ち抜かれるが、異常事態を察知し駆けつけたステイツマンのジンジャーとテキーラの手で命を救われていた。治療の後遺症で記憶を失っており、自分は若い頃に目指した鱗翅類の学者だと思っている。
ポピー・アダムズ
演 - ジュリアン・ムーア（田中敦子）
麻薬密売組織ゴールデン・サークルのボス。世界中の麻薬取引を牛耳っている他、優れたロボット技術を有している。麻薬を合法化させるべく、自身が流通させている麻薬に遅効性ながら死に至る毒物を仕込んだ。
マーリン
演 - マーク・ストロング（加藤亮夫）
キングスマンを補佐する男性。
ジンジャー
演 - ハル・ベリー（本田貴子）
諜報機関ステイツマンのメンバー。正式なコードネームはジンジャーエール。後方支援担当で、現場に出るエージェントに転身したいが、ウイスキーの反対で叶っていない。
テキーラ
演 - チャニング・テイタム（中村悠一）
ステイツマンのメンバー。本部に侵入したエグジーとマーリンを手荒く歓迎した。優秀だが素行が悪く、麻薬の常習者でもある。
シャンパン
演 - ジェフ・ブリッジス（菅生隆之）
ステイツマンのリーダー。親しい者からはチャンプと呼ばれる。
ウイスキー
演 - ペドロ・パスカル（宮内敦士）
ステイツマンのメンバー。本名はジャック。エグジーに協力して共に任務に赴く。
チャーリー・ヘスケス
演 - エドワード・ホルクロフト（櫻井トオル）
キングスマンの元候補生。前作でエグジーに敵対した結果、右腕と声帯を失った。ゴールデン・サークルに身を寄せ、機械の義手と声帯を身に付けている。
ティルデ王女
演 - ハンナ・アルストロム（佐古真弓）
スウェーデンの王女。前作で監禁されていたところをエグジーに救出され、お礼としてイイコトをした。現在は彼を心から愛する恋人になっている。
クララ
演 - ポピー・デルヴィーニュ（木下紗華）
チャーリーの元恋人。現在でも彼と交友関係を続けている。
アメリカ合衆国大統領
演 - ブルース・グリーンウッド（志賀麻登佳）
アメリカ合衆国の大統領。麻薬とその使用者を嫌悪している。
フォックス首席補佐官
演 - エミリー・ワトソン（野沢由香里）
大統領の首席補佐官。激務をこなすために麻薬を服用していた。
ロクサーヌ・モートン / ランスロット
演 - ソフィー・クックソン（下山田綾華）
キングスマンの新人スパイ。愛称はロキシー。エグジーとは選抜試験で知り合って以来の友人で、よき同僚。
アーサー
演 - マイケル・ガンボン（長克巳）
キングスマンのリーダー。前作のアーサーとは別人。
エルトン・ジョン
演 - エルトン・ジョン（岩崎ひろし）
前作で著名人を誘拐していたヴァレンタインに便乗したポピーに誘拐され、演奏を強要されている。
スウェーデン国王
演 - ビヨルン・グラナート （堀越富三郎）
スウェーデン王妃
演 - レナ・エンドレ （田中杏沙）
マッコイ
演 - マーク・アーノルド （こばたけまさふみ）
ジャマール
演 - トビー・バカレ （下妻由幸）
リアム
演 - トーマス・ターグーズ （バトリ勝悟）
ブランドン
演 - カルバン・デンバ （岡井カツノリ）
エグジーの友人。
アンヘル
演 - トム・ベネディクト・ナイト （藤翔平）
ゴールデン・サークルの新メンバー。
ウイスキーの恋人
演 - アマラ・ナイワツ （石井未紗）
故人。ウイスキーの子供を身ごもっていたが、麻薬中毒者の放った弾丸を受けて亡くなってしまった。
- その他の日本語吹き替え‐夏目あり沙/宮本淳/田所陽向

## 製作

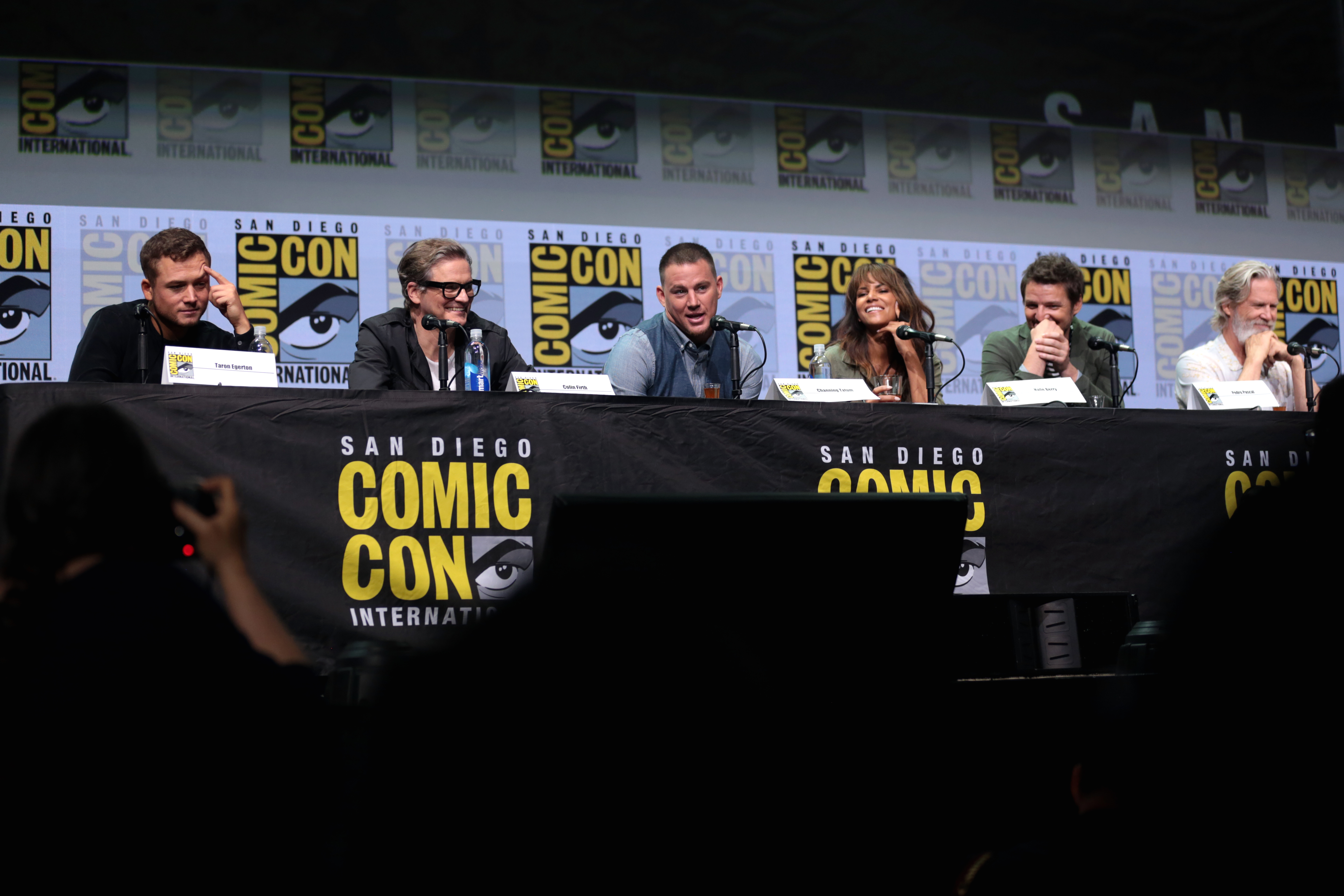
サンディエゴ・コミコンでの会見（左からタロン・エガートン、コリン・ファース、チャニング・テイタム、ハル・ベリー、ペドロ・パスカル、ジェフ・ブリッジス）

『キングスマン』の公開前の段階で、マーク・ミラーとマシュー・ヴォーンは興行収入次第で続編の製作の可能性があることを示しており、ヴォーンは製作に関心を抱いていた。また、ヴォーンは「コリン・ファースは続編には出演しない」という報道に対し、彼を出演させることを希望していた。
2015年4月29日、20世紀フォックスは続編の製作を発表したが、ヴォーンは『フラッシュ・ゴードン』のリメイク映画に関心があるため、監督として続投するかは未定の状態だった。6月11日、ヴォーンは脚本の執筆に入ったこと、続編の監督を務めることを公表した。9月には、ヴォーンがストーリーを破綻させることなくファースを登場させることを考えていることをミラーが発言している。同月下旬、ハリウッド・リポーターは、タロン・エガートンが2016年2月に撮影が始まるロビン・フッドの映画への出演契約を結び、本作との撮影スケジュールが重なっていることを報じた。この問題については、10月中旬に両スタジオ間でスケジュールの調整が付き、エガートンは2016年4月から本作の撮影に参加し、終了次第ロビン・フッドの撮影に参加することになった。
2016年2月17日、ジュリアン・ムーアが悪役として出演を打診されていることが報じられた。3月10日には、ハル・ベリーがCIAエージェント役として出演契約を結んだことが報じられた。その後、ベリーの役柄はCIAではなく、アメリカのスパイ組織「ステイツマン」のエージェントであることが判明し、3月下旬にはヴォーンによってムーアとベリーの出演と、タイトルが『Kingsman: The Golden Circle』であることが発表された。4月8日には、ペドロ・パスカルが出演することが発表された。同日、ハリー・ハートの眼鏡が描かれたプロモーションポスターが公開され、7月11日にファースの出演が正式に発表された。4月13日、チャニング・テイタムが自身のTwitterで出演することを公表し、バラエティはエルトン・ジョンが重要な役として出演交渉中であると報じた。同月下旬に、ヴォーンは「『キングスマン』の続編を書くことは、私がこれまでやってきた仕事の中で最も難しいものです」述べている。5月28日にジェフ・ブリッジスが出演することが報じられ、ヴィニー・ジョーンズも自身のTwitterで出演することを公表した。
2016年5月15日、バーミンガムで主要撮影が開始され、リーブスデン・スタジオで撮影が行われた。9月13日に撮影が終了したことが発表された。

## 公開
当初、公開は2017年6月16日の予定だったが、イギリス公開が9月29日、アメリカが10月6日に変更され、後に同時公開することで調整が進められた。最終的な公開日は9月22日に決定し、IMAX上映されることになった。
北米では4,003スクリーンで『レゴ ニンジャゴー ザ・ムービー』『Friend Request』と同時公開となり、週末の興行収入は4,000万から4,500万ドルになると予想された。しかし、公開3日間の興行収入は3,900万ドルを記録し、当初の予想を下回った。

## 評価
Rotten Tomatoesには239件のレビューが寄せられ、支持率51%、平均評価5.3/10となっており「『キングスマン:ゴールデン・サークル』は前作以上の楽しさを提供するが、オリジナルの猛烈で独創的なきらめきが不足している」と批評されている。Metacriticでは43件の批評に基き44/100のスコアを与え、CinemaScoreでは「B+」評価となっている。
Uproxxのエイミー・ニコルソンは、「映画は十分なだけ円熟した。騒動は強化され、作風は練り上げられた」と批評した。ローリング・ストーンのピーター・トラヴァースは2.5/4の星を与え、「スタントは重力法則を無視していますが、それは楽しいものです。特にスキーリフトの戦いは見落とさないでください。映画は（内容が）必然的に脱線し、狂った軽薄な内容は笑いであなたを消耗させます」と批評した。The Atlanticのクリストファー・オーラは、「この映画は全て過剰だ。長過ぎであり、暴力過剰であり、下らなすぎる。それでも『キングスマン』第1作を楽しんだ人にとっては、十分に満足できる以上の第2作となっている。別の言い方をすれば、１作目は風刺として、今作は滑稽なドタバタ劇として（楽しめる）」と批評している。
シカゴ・トリビューンのマイケル・フィリップスは1.5/4の星を与え、『キングスマン:ゴールデン・サークル』は全てを提供してくれる。複数の退屈なオスカー俳優に、電動挽肉機による死が目玉の2シーン、エルトン・ジョンのクローズアップの変顔シーンまでも。ただし、良質な時間を除く」と批評した。RogerEbert.comのグレン・ケニーは星を与えず、「アクションは凝縮されているのに、それでも6時間近く感じる」と批評した。

## 続編
ヴォーンとゴールドマンは、シリーズ第3作製作を計画しており、ヴォーンは「悪役にドウェイン・ジョンソンを起用したい」と述べている。また、ステイツマンを主役にしたスピンオフ作品の製作も視野に入れており、テイタムが演じたテキーラを主人公にした作品を企画している。